# Peter Thorsboe
Peter Thorsboe (født 9. august 1946) er en dansk manuskriptforfatter og instruktør. Han er kendt for at have skrevet og udviklet en række af DRs store dramaserier som Landsbyen, Rejseholdet, Ørnen og Livvagterne.
Flere af serierne har han skrevet sammen med sin bror Stig Thorsboe og sin hustru Mai Brostrøm.

## Filmografi
Manuskript
- Den otteøjede skorpion (1979, tv-serie)
- Kurt og Valde (1983, film)
- Ballade i byrådet (1985, kortfilm)
- Anthonsen (1985, tv-serie)
- Station 13 (1988-1989, tv-serie)
- Blændet (1992, tv-serie)
- Landsbyen  (1990-1995, tv-serie)
- Krystalbarnet (1996, film)
- TAXA (1996-1997, tv-serie)
- Ved Stillebækken (1999-2000, tv-serie)
- Rejseholdet (2000-2004, tv-serie)
- Ørnen (2004-2006, tv-serie)
- Livvagterne (2009-2010, tv-serie)
- Modus (2015-2017, tv-serie)
- Mord uden grænser (2015, tv-serie)

Instruktør
- Eftersøgningen (1971)
- En hyldest til de gamle, eller: Satie i høj sø (1974, kortfilm)
- Blomsten og forræderiet (1975)
- Hjem til fem (1995)
- Krystalbarnet (1996)
- TAXA (1998, 3 episoder)

Fotografering
- Dyrehavefilmen (1969)
- Krag-filmen (1969)